# Sásán
Sásán (v pahlavském písmu ; zemř. kol. 200 n. l.) byl velekněz chrámu bohyně Anáhity ve městě Stachru v íránské provincii Fárs (řecky Persis) a zároveň zakladatel rodu, který počínaje Ardašírem I. (224 – 240/241) vládl přes čtyři sta let Íránu a Mezopotámii (odtud Sásánovci).
Sásán  je jednou z nejzáhadnějších postav starověkých perských dějin. Podle nejpravděpodobnějšího podání byl otcem Pápaka, pozdějšího krále ve Stachru a dědem krále králů Ardašíra I., který vyvrátil parthskou říši a založil říši novoperskou. Některé prameny však tvrdí, že Sásán byl ve skutečnosti Ardašírovým otcem a že Pápak jeho syna přijal pouze za vlastního. Tento zmatek způsobuje diametrálně odlišné interpretace počátků sásánovských dějin.